# دوايت تايلور
دوايت تايلور (بالإنجليزية: Dwight Taylor)‏ هو لاعب كرة قاعدة أمريكي، ولد في 24 مارس 1960 في لوس أنجلوس في الولايات المتحدة.